# Urera cordifolia
Urera cordifolia är en nässelväxtart som beskrevs av Adolf Engler. Urera cordifolia ingår i släktet Urera och familjen nässelväxter. Inga underarter finns listade i Catalogue of Life.